# Mika Godts
Mika Marcel Godts (Leuven, 7 juni 2005) is een Belgisch voetballer die sinds 2023 onder contract staat bij AFC Ajax, dat hem overnam van KRC Genk.

## Clubcarrière

### Genk
Godts ruilde in 2020 de jeugdopleiding van RSC Anderlecht voor die van KRC Genk. Hij kon op dat moment ook rekenen op interesse van AFC Ajax, PSV, Manchester City en Arsenal FC. Aan het begin van het seizoen 2022/23 mocht hij aansluiten bij de beloften van Genk, Jong Genk, die dat seizoen uit zouden komen in de Eerste klasse B, het op één na hoogste niveau in België. Op 14 augustus 2022 maakte Godts zijn officiële debuut in het profvoetbal, hij startte in de basis in de competitiewedstrijd tegen Lierse Kempenzonen. Godts wist in de 59ste minuut te scoren en had zo een aandeel in de 4-1 overwinning van Jong Genk. Op 7 september 2022 maakte technisch directeur van Genk, Dimitri De Condé, bekend dat Godts de overstap naar het eerste elftal van Genk zou maken. Enkele maanden later, begin december 2022, werd bekendgemaakt dat er geen overeenkomst gevonden werd betreffende een verlenging van het aflopende contract van Godts. Hij sloot hierdoor opnieuw aan bij Jong Genk.

### Ajax
In januari 2023 maakte Godts de overstap naar Ajax waar hij een contract tekende van 2,5 jaar. In zijn eerste halve seizoen bij Ajax speelde hij voor Jong Ajax, maar mocht hij ook vier keer invallen bij het eerste team. Op 9 april 2023 maakte hij als invaller zijn debuut in de hoofdmacht van Ajax in de thuiswedstrijd tegen Fortuna Sittard.
In de voorbereiding op seizoen 2023/24 mocht hij deelnemen aan het trainingskamp van het eerste team. Op 24 augustus 2023 kwam hij voor het eerst in zijn carrière in Europees clubverband in actie, als invaller mocht hij tijdens de kwalificatiewedstrijd voor de Europa League, uit tegen PFK Loedogorets spelen. Hij speelde vooral voor Jong Ajax en mocht af en toe invallen in het eerste team. Op 17 maart stond hij tegen Sparta voor het eerst in de basis, en daarna nog zes keer in dit seizoen.
In het begin van seizoen 2024/25 maakte hij op 23 augustus zijn eerste officiële treffer voor het eerste team tijdens de uitwedstrijd tegen Jagiellonia Bialystok. Hij was vanaf dat moment een half seizoen lang de enige echte linksbuiten in de selectie, nadat Ajax Carlos Forbs verhuurde, en Steven Bergwijn verkocht. In januari kreeg hij concurrentie van de door Ajax aangetrokken Oliver Edvardsen.

## Clubstatistieken

### Beloften
| Seizoen         | Club            | Land               | Competitie      | Competitie | Competitie | Overige | Overige | Totaal | Totaal |
| Seizoen         | Club            | Land               | Competitie      | Wed.       | Dlp.       | Wed.    | Dlp.    | Wed.   | Dlp.   |
| --------------- | --------------- | ------------------ | --------------- | ---------- | ---------- | ------- | ------- | ------ | ------ |
| 2022/23         | Jong Genk       | Vlag van België    | Eerste klasse B | 19         | 7          | —       | —       | 19     | 7      |
| 2022/23         | Jong Ajax       | Vlag van Nederland | Eerste divisie  | 11         | 3          | 0       | 0       | 11     | 3      |
| 2023/24         | Jong Ajax       | Vlag van Nederland | Eerste divisie  | 14         | 6          | 0       | 0       | 14     | 6      |
| Carrière totaal | Carrière totaal | Carrière totaal    | Carrière totaal | 44         | 16         | 0       | 0       | 44     | 16     |

Bijgewerkt op 27 september 2024.

### Senioren
| Seizoen         | Club            | Land               | Competitie      | Competitie | Competitie | Beker | Beker | Europees | Europees | Totaal | Totaal |
| Seizoen         | Club            | Land               | Competitie      | Wed.       | Dlp.       | Wed.  | Dlp.  | Wed.     | Dlp.     | Wed.   | Dlp.   |
| --------------- | --------------- | ------------------ | --------------- | ---------- | ---------- | ----- | ----- | -------- | -------- | ------ | ------ |
| 2022/23         | Ajax            | Vlag van Nederland | Eredivisie      | 3          | 0          | 1     | 0     | —        | —        | 4      | 0      |
| 2023/24         | Ajax            | Vlag van Nederland | Eredivisie      | 13         | 0          | 0     | 0     | 3        | 0        | 16     | 0      |
| 2024/25         | Ajax            | Vlag van Nederland | Eredivisie      | 21         | 4          | 2     | 0     | 16       | 4        | 39     | 8      |
| Carrière totaal | Carrière totaal | Carrière totaal    | Carrière totaal | 37         | 4          | 3     | 0     | 19       | 4        | 59     | 8      |

Bijgewerkt op 16 maart 2025.